# Hibbertia pulchra
Hibbertia pulchra är en tvåhjärtbladig växtart som beskrevs av Carl Hansen Ostenfeld. Hibbertia pulchra ingår i släktet Hibbertia och familjen Dilleniaceae.

## Underarter
Arten delas in i följande underarter:
- H. p. acutibractea
- H. p. crassinervia